# Bisel
Bisel é uma comuna francesa na região administrativa de Grande Leste, no departamento Alto Reno. Estende-se por uma área de 8,09 km². Em 2010 a comuna tinha 560 habitantes (densidade: 69,2 hab./km²).